# Astropecten africanus
Astropecten africanus är en sjöstjärneart som beskrevs av Jean Baptiste François René Koehler 1911. Astropecten africanus ingår i släktet Astropecten och familjen kamsjöstjärnor.
Artens utbredningsområde är havet utanför Marocko. Inga underarter finns listade i Catalogue of Life.